# Hypsiboas wavrini
Espèce
Synonymes
- Hyla wavrini Parker, 1936
- Hyla miranda-ribeiri Melin, 1941
- Hyla miranda-ribeiroi Melin, 1941

Statut de conservation UICN

 LC  : Préoccupation mineure
Hypsiboas wavrini est une espèce d'amphibiens de la famille des Hylidae.

## Répartition
Cette espèce se rencontre entre 80 et 400 m d'altitude dans le bassin de l'Amazone, :
- dans le sud-est de la Colombie ;
- dans le sud du Venezuela dans l'État d'Amazonas ;
- dans le centre de l'Amazonie au Brésil.

## Étymologie
Cette espèce est nommée en l'honneur de Robert de Wavrin (1888-1971).

## Publication originale
- Parker, 1936 : A collection of Reptiles and Amphibians from the Upper Orinoco. Bulletin du Musée royal d'Histoire naturelle de Belgique, vol. 12, no 26, p. 1-4.